# A zöld, a bíbor és a fekete
A zöld, a bíbor és a fekete (węg. Zieleń, purpura i czerń) – kompilacja wydana w 1995 roku na CD i MC, poświęcona pamięci zmarłego w 1987 roku Sándora Bencsika.

## Lista utworów
1. "Soha nem elég" (1983, P. Box) – 4:13
2. "Vágtass velem (1983, P. Box) – 4:36
3. "Ómen" (1985, P. Box) – 5:58
4. "Halálkatlan" (1982, P. Box) – 5:22
5. "Csillag leszel" (1980, P. Mobil) – 3:06
6. "A dongó" (1900, Rimski-Korsakow, wykonanie Sándora Bencsika i Istvána Lercha z 1986) – 2:45
7. "Ha megszólalnál" (1987, Bill és a Box Company) – 6:09
8. "Névtelen hős" (1987, Bill és a Box Company) – 7:45
9. "A zöld, a bíbor és a fekete" (1983, P. Box, wykonanie 4 Rocktenor & P. Mobil z 1995) – 4:10

## Wykonawcy
- Sándor Bencsik (P. Mobil, P. Box, Bill és a Box Company) – gitara
- István Bergendy – saksofon (5)
- István Cserháti (P. Mobil, P. Box) – instrumenty klawiszowe (1-5)
- Gyula Bill Deák (Bill és a Box Company) – wokal (7-9)
- László Kékesi (P. Mobil) – gitara basowa (5, 9)
- István Lerch – syntezator (6)
- István Mareczky (P. Mobil) – instrumenty perkusyjne (5)
- Mr. Basary (Bill és a Box Company) – instrumenty klawiszowe (7-8)
- Zoltán Pálmai (P. Box, Bill és a Box Company) – instrumenty perkusyjne (3, 6-8)
- Tamás Papp – instrumenty perkusyjne (6)
- András Póta (P. Mobil) – instrumenty perkusyjne (9)
- József Sáfár (P. Box) – gitara basowa (1-2, 4)
- Vilmos Sárvári (P. Mobil) – gitara (9)
- Lóránt Schuster (P. Mobil) – lider (5, 9)
- István Szabó (P. Box) – instrumenty perkusyjne (1-2, 4)
- Péter Tunyogi (P. Mobil) – wokal (5, 9)
- Miklós Varga (P. Box) – wokal (4, 9)
- Gyula Vikidál (P. Box, ex-P.Mobil) – wokal (1-3, 9)
- András Zeffer (P. Mobil) – instrumenty klawiszowe (9)
- László Zselencz (P. Box, Bill és a Box Company) – gitara basowa (3, 6-8)

## Tytułowy utwór
Pomysł na utwór "A zöld, a bíbor és a fekete" miał były basista P. Box, József Sáfár, który pojawił się w tym zespole w 1982 roku. Początkowo pozostali muzycy zespołu odrzucili pomysł. Jednakże po śmierci Béli Radicsa postanowiono nagrać utwór zadedykowany Radicsowi. Tekst napisał Sándor Csiga, a piosenkę zaśpiewał Gyula Vikidál. Słowa z piosenki, "zöld csillag" ("zielona gwiazda"), wiążą się z kompozycją Radicsa pod tym samym tytułem. Jeszcze w 1982 roku został wydany singel A zöld, a bibor és a fekete / Valami rock and roll, na którym znalazł się utwór. Zamieszczono go także na albumie z 1983 roku, Kő kövön. W 1995 roku w hali Petőfi Csarnok zespół P. Mobil wraz z czterema tenorami rockowymi (Gyulą Billem Deákiem, Péterem Tunyogim, Miklósem Vargą i Gyulą Vikidálem) wykonał ten utwór na żywo w nowej wersji, dedykując go zmarłemu Sándorowi Bencsikowi. Piosenka często jest grana na koncertach przez takich wykonawców jak P. Box, P. Mobil, Mobilmánia, Boxer, Deák Bill Blues Band czy Miklósa Vargę. Do tytułu piosenki odnosi się także nazwa zespołu Zöld a Bíbor Band. Ku pamięci zmarłego w 2008 roku Pétera Tunyogiego miano dodać do piosenki nową strofę, ale ostatecznie do tego nie doszło.